# The Who by Numbers
The Who By Numbers is een studioalbum van de Britse rockband The Who. Het album werd uitgegeven in het jaar 1975.

## Geschiedenis
Zonder de geweldige structuur en ambitie van de grote werken als "Tommy" en "Quadrophenia" van The Who, staan Pete Townshend's songteksten los van elkaar op het donkere en karige "By Numbers". Weg zijn de roemruchte synthesizers en geweldige overdubs van bijvoorbeeld het album "Who's Next" uit 1971. In plaats hiervan hoort men op de plaat zowel beschrijvingen van Townshend's alcoholisme, lust en zelfverafschuwing als donkere zijde van hun opkomende middelbare leeftijd en de angst voor hun irrelevantie. In het nummer "They Are All In Love" kermt Townshend: "Hey goodbye all you punks, stay young and stay high / Hand me my checkbook while I crawl off to die". Deze lyrics komen van het hopeloze refrein van "However Much I Booze" (gezongen door Townshend zelf omdat Daltrey dacht dat het te persoonlijk zou zijn om het zélf te zingen). "There ain't no way out", was het antwoord op de paranoïde vraag "How many friends have I really got?"
Een aantal aspecten van sommige nummers staan met de 'negatieve' nummers van het album in contrast, waaronder bijvoorbeeld de speelsheid van de bescheiden hit "Squeeze Box" en "Blue, Red and Grey"'s uitspraak "I like every minute of the day", maar John Entwistle's bijdrage "Success Story" herinnert weer net zo vertwijfeld en cynisch aan de kijk op het sterrenleven als de rest van de plaat.
"The Who By Numbers" piekte op nummer 7 in de hitlijsten in het Verenigd Koninkrijk en kwam op nummer 8 op de Billboard Album Top 200 in de Verenigde Staten.

## Track listing
(Alle nummers zijn geschreven door Pete Townshend geschreven, tenzij aangegeven.)

### Originele uitgave uit 1975
1. "Slip Kid" – 4:31
2. "However Much I Booze" – 5:02
3. "Squeeze Box" – 2:42
4. "Dreaming From the Waist" – 4:07
5. "Imagine a Man" – 4:04
6. "Success Story" (Entwistle) – 3:22
7. "They Are All in Love" – 3:02
8. "Blue, Red and Grey" – 2:49
9. "How Many Friends" – 4:06
10. "In a Hand or a Face" – 3:25

### Heruitgave uit1996
De bonustracks van deze uitgifte zijn op 16 juni 1976 live opgenomen op de Swansea Football Ground. Deze specifieke opnamen komen ook voor op verschillende bootlegs van The Who.
1. "Squeeze Box" – 3:13
2. "Behind Blue Eyes" – 4:39
3. "Dreaming From the Waist" – 4:57

## Bezetting
- Roger Daltrey - zang, mondharmonica
- Pete Townshend - gitaar, keyboards, zang
- John Entwistle - basgitaar, keyboards, zang
- Keith Moon - drums, zang
- Nicky Hopkins - piano, keyboards
- Dave Arbus: viool

## Productieteam
- Chris Charlesworth - Executive producer
- Bill Curbishley - Executive producer
- John Entwisle - Tekeningen op het album
- Richard Evans - Remaster Album art direction, ontwerp
- Glyn Johns - Producent
- Jon Astley - Remixing
- Bob Ludwig - Remastering
- Robert Rosenberg - Executive producer
- John Swenson - Liner notes
- Chris Walter - Fotografie